# Медек, Иван
Иван Медек (чеш. Ivan Medek; 13 июля 1925, Прага, Чехословакия — 6 января 2010, там же) — чешский критик классической музыки, радиоведущий и журналист. Он был важным «голосом» чешского антикоммунистического оппозиционного движения, особенно усилившегося после того, как Медек в 1978 году был вынужден покинуть Чехословакию. Медек тесно сотрудничал с такими чехословацкими антикоммунистическими политиками, как Вацлав Гавел и Павел Тигрид.

## Биография
Иван Медек родился в Праге, столице тогдашней Чехословакии, 13 июля 1925 года в семье генерала Рудолфа Медека. Его младший брат Микулаш стал известным художником.
Иван же первую известность приобрёл в качестве критика классической музыки и журналиста. Он также работал музыкантом в Чешской филармонии, пока правительство не поспособствовало его увольнению оттуда за поддержку политической оппозиции.
В 1977 году Медек был в числе первых подписантов манифеста Хартии-77. Политическое преследование коммунистическими властями за его участие в Хартии 77 вынудило Медека в 1978 году эмигрировать из Чехословакии в соседнюю Австрию. Там он начал работать в местном отделении «Голоса Америки», откуда он транслировал новости и информацию на Чехословакию. Его радиопередачи VoA стали важным связующим звеном для антикоммунистических диссидентов в его родной стране.
В 1989 году, в период Бархатной революции, Иван Медек вернулся на родину из ссылки. В 1993 году он вошёл в состав Канцелярии президента Чехии Вацлава Гавела, заняв пост директора Департамента внутренней политики, а в 1996—1998 годах Медек находился на должности руководителя Управления делами президента (канцлера).
Медек умер в Праге 6 января 2010 года в возрасте 84 лет. Иван Медек — почётный гражданин района Прага 3.